# サミュエル・ベックルス
サミュエル・ハズバンド・ベックルス（Samuel Husband Beckles、1814年4月12日 - 1890年9月4日）は、19世紀イギリスの恐竜ハンターである。サセックスやワイト島で化石を収集した。
ベックルスは1854年に恐竜によって形成されたと考られる、鳥のような足跡について記載し、後の1862年にこれがイグアノドンの足跡であると同定した。
1857年、ダールストン湾で哺乳類の顎を発見し、続いて、後に「ベックルス・ピット」として知られることとなる場所で、600平方メートルに渡って表土を16メートル掘削するという大規模な発掘を行った。この時に収集された哺乳類の化石はロンドン自然史博物館が保有している。
また、小型の草食恐竜エキノドンの発見者であり、現在知られている唯一の種Echinodon becklesiiの種小名や肉食恐竜ベックレスピナクスの属名はベックルスに献名されたものである。